# Понгольське зледеніння
Понгольське зледеніння, Зледеніння Понгола —  льодовиковий епізод, який відбувся в мезоархеї, 2,9 млрд років тому протягом приблизно 150 млн років. Це найдавніше відоме зледеніння на планеті.

## Геологія
Найдавніші відомі сліди зледеніння датуються мезоархеєм. Вони відповідають діаміктиту надгрупи Понгола  (точніше формації Мозаан ) у Квазулу-Наталь, Есватіні. .

## Клімат
Навіть якщо клімат архею недостатньо відомий, дослідження ізотопів кисню в кременях того часу, ймовірно, показують, що клімат архею був теплим або принаймні помірним, зокрема через високий рівень метану та вуглекислого газу в атмосфері; тому зледеніння приблизно 2,9 млрд років, ймовірно, було спричинене падінням рівня цих парникових газів.  Зледеніння Понгола також пов'язане зі змінами в ізотопах сірки (δ34S), припускаючи, що це також може включати раннє і короткочасне оксигенацію атмосфери Землі.

## Тривалість зледеніння
Тривалість зледеніння точно не визначена. Деякі автори стверджують, що льодовикові відкладення утворилися в низьких широтах, нижче 30° пн.ш. , отже, поблизу тропіків, що означало б велике зледеніння, тоді як інші стверджують, що ця територія була розташована на середніх або навіть високих широтах, ближче до полюса, де міг утворитися полярний льодовик, як зараз.
Що стосується його тривалості, то відповідні льодовикові відкладення потрапляють в інтервал 2985 ± 1 і 2837 ± 5 млн років .